# Ginnastica ai Giochi della XXIX Olimpiade - Cavallo
La finale del cavallo con maniglie si è svolta al National Indoor Stadium il 17 agosto, con inizio alle ore 19:30.

## Finale
| Pos. | Ginnasta                                  | Punteggio di partenza | Punteggio della giuria | Penalità | Totale |
| ---- | ----------------------------------------- | --------------------- | ---------------------- | -------- | ------ |
|      | Xiao Qin ( Cina)                          | 6,400                 | 9,475                  | -        | 15,875 |
|      | Filip Ude ( Croazia)                      | 6,400                 | 9,325                  | -        | 15,725 |
|      | Louis Smith ( Gran Bretagna)              | 6,700                 | 9,025                  | -        | 15,725 |
| 4    | Yang Wei ( Cina)                          | 6,200                 | 9,250                  | -        | 15,450 |
| 5    | Hiroyuki Tomita ( Giappone)               | 6,100                 | 9,275                  | -        | 15,375 |
| 6    | Jihoon Kim ( Corea del Sud)               | 6,100                 | 9,075                  | -        | 15,175 |
| 7    | Alexander Artemev ( Stati Uniti)          | 6,300                 | 8,675                  | -        | 14,975 |
| 8    | José Luis Fuentes Bustamante ( Venezuela) | 6,300                 | 8,350                  | -        | 14,650 |